# Bahnhof Zbąszynek

Der Bahnhof Zbąszynek ist ein Personen- und Güterbahnhof in der polnischen Gemeinde Zbąszynek  (deutsch Neu Bentschen) in der Woiwodschaft Lebus. Er ist ein wichtiger Eisenbahnknoten im Paneuropäischen Verkehrskorridor II zwischen Berlin und Warschau. Erbaut wurde er in den 1920er Jahren als Grenzbahnhof Neu Bentschen zusammen mit der gleichnamigen Eisenbahnersiedlung im Deutschen Reich an der im Versailler Vertrag festgelegten Grenze zu Polen.

## Geschichte

### Vorgeschichte
Mit Inkrafttreten des Versailler Vertrags kam der Bahnhof von Bentschen (polnisch Zbąszyń), bis dato wichtigster Knotenpunkt der Bahnstrecke Frankfurt (Oder)–Posen, im Januar 1920 an die neu entstandene Republik Polen. Unmittelbar westlich des Bahnhofs verlief die neue Grenze. Da die Strecke eine der wichtigsten Verkehrsachsen zwischen Mittel- und Osteuropa darstellte, war die Einrichtung von Grenzbahnhöfen notwendig, um den Verkehr weiterhin betreiben zu können. Auf polnischer Seite wurde dafür der als Knotenpunkt bereits mit den wichtigsten nötigen Anlagen zur Zugbehandlung und Abfertigung ausgestattete Bahnhof Zbąszyn verwendet. Aus Richtung Deutschland führten nunmehr drei Strecken über die neue Grenze, von denen neben der Strecke Frankfurt–Poznań auch die Bahnstrecke Guben–Bentschen einen erheblichen Transitverkehr aufwies. Die Deutsche Reichsbahn richtete daher die Bahnhöfe von Stentsch an der Strecke nach Frankfurt (Oder) und Bomst an der Strecke nach Guben provisorisch als Grenzbahnhöfe ein. Auch der Bahnhof von Groß Dammer an der Nebenbahn von Landsberg (Warthe) nach Bentschen wurde ab November 1920 Grenzbahnhof.

### Bau des Bahnhofs
Der Betrieb dreier Grenzbahnhöfe mit nur wenigen Kilometern Abstand bedeutete einen erheblichen Personalaufwand für Reichsbahn und Zoll, zudem waren alle drei Bahnhöfe baulich für die neue Aufgabe kaum geeignet. Stentsch diente dennoch bis 1930 als Grenzbahnhof für den Personenverkehr. Die Reichsbahn entschied sich bald dafür, diese Situation durch Bau eines neuen Grenzbahnhofs zu lösen, der zugleich auch dem Nord-Süd-Verkehr zwischen Landsberg an der Warthe und Guben dienen sollte. Die alternative Lösung einer gemeinsamen deutsch-polnischen Grenzabfertigung in Bentschen war zuvor verworfen worden. Der Bahnhof entstand daher nicht an einer der vorhandenen Strecken, sondern wurde südlich der bestehenden Strecke von Stentsch nach Bentschen in ungefährer Ausrichtung von Südwesten nach Nordosten auf den Gemarkungen der Dörfer Klastawe und Kuschten angelegt. Züge von Landsberg in Richtung Guben und zurück konnten so ohne Kopfmachen durch Neu Bentschen fahren. Zudem war so ein ungestörter Bauablauf möglich.
Mangels geeigneter größerer Orte legte die Reichsbahn nördlich des Bahnhofs eine eigene Eisenbahnersiedlung an. Aus dieser Siedlung entwickelte sich in den Folgejahren die Gemeinde Neu Bentschen. Zugleich sollte mit dem Neubau von Bahnhof und Ort gegenüber dem in Deutschland vielfach als rückständig beurteilten Polen Modernität demonstriert werden.
Zunächst baute die Reichsbahn eine provisorische Gleisverbindung zwischen Groß Dammer und Stentsch, Züge von und nach Landsberg konnten so polnisches Gebiet vermeiden und der Grenzbahnhof Groß Dammer wieder aufgegeben werden. Für den Personenverkehr zur Baustelle des neuen Bahnhofs erhielt die Frankfurter Strecke am Abzweig der neuen Verbindungskurve zudem einen provisorischen Haltepunkt, der nach dem südlich der Baustelle gelegenen Dorf Kuschten benannt wurde. Die Bauarbeiten für den neuen Grenzbahnhof begannen schließlich im April 1923. War zunächst neben dem Personenbahnhof ein zweiseitiger Rangierbahnhof für die Behandlung von über 2000 Wagen pro Tag geplant, so musste die bauausführende Reichsbahndirektion Osten aufgrund der Inflationszeit bereits im November 1923 ihre Planungen spürbar reduzieren. Der Rangierbahnhof wurde nur einseitig ausgeführt und auf 900 Wagen pro Tag ausgelegt. Auch die Zahl der erforderlichen Wohnungsbauten für die Eisenbahnersiedlung wurde von 514 auf 395 reduziert. Davon waren 310 Wohnungen für Eisenbahner vorgesehen, der Rest für Beschäftigte beim Zoll, der Grenzpolizei und der Post. Die Siedlung soll dennoch die damals größte Eisenbahnerkolonie Deutschlands gewesen sein. Hinzu kamen alle erforderlichen Gemeindebauten, unter anderem Geschäfte, eine Gaststätte, eine Schule, zwei Kirchen und ein Friedhof. Für Verzögerungen auf der zeitweise mit bis zu 1800 Arbeitern besetzten Baustelle sorgte auch eine Bestechungsaffäre, in die drei Bauunternehmen und mehrere Reichsbahnbeamte verwickelt waren. Insgesamt kostete der Bau von Bahnhof und Siedlung mehr als 25 Millionen Reichsmark.
Neben dem Bahnhof waren außerdem neue Zubringerstrecken zu bauen. Die von Guben kommende Strecke wurde zwischen Bomst und Bentschen etwa in Höhe der Blockstelle Posemukel nach Norden verschwenkt, aus Richtung Frankfurt verlegte die Reichsbahn die Strecke ab dem Block Obra, kurz hinter der Brücke über die Faule Obra in Richtung Süden. Die Landsberger Strecke konnte erst nach Fertigstellung der Strecke von Neu Bentschen bis zur polnischen Grenze in den neuen Bahnhof geführt werden, da ihre neue Führung ansonsten die bisherige Strecke ebenerdig gekreuzt hätte.

### Der Grenzbahnhof Neu Bentschen

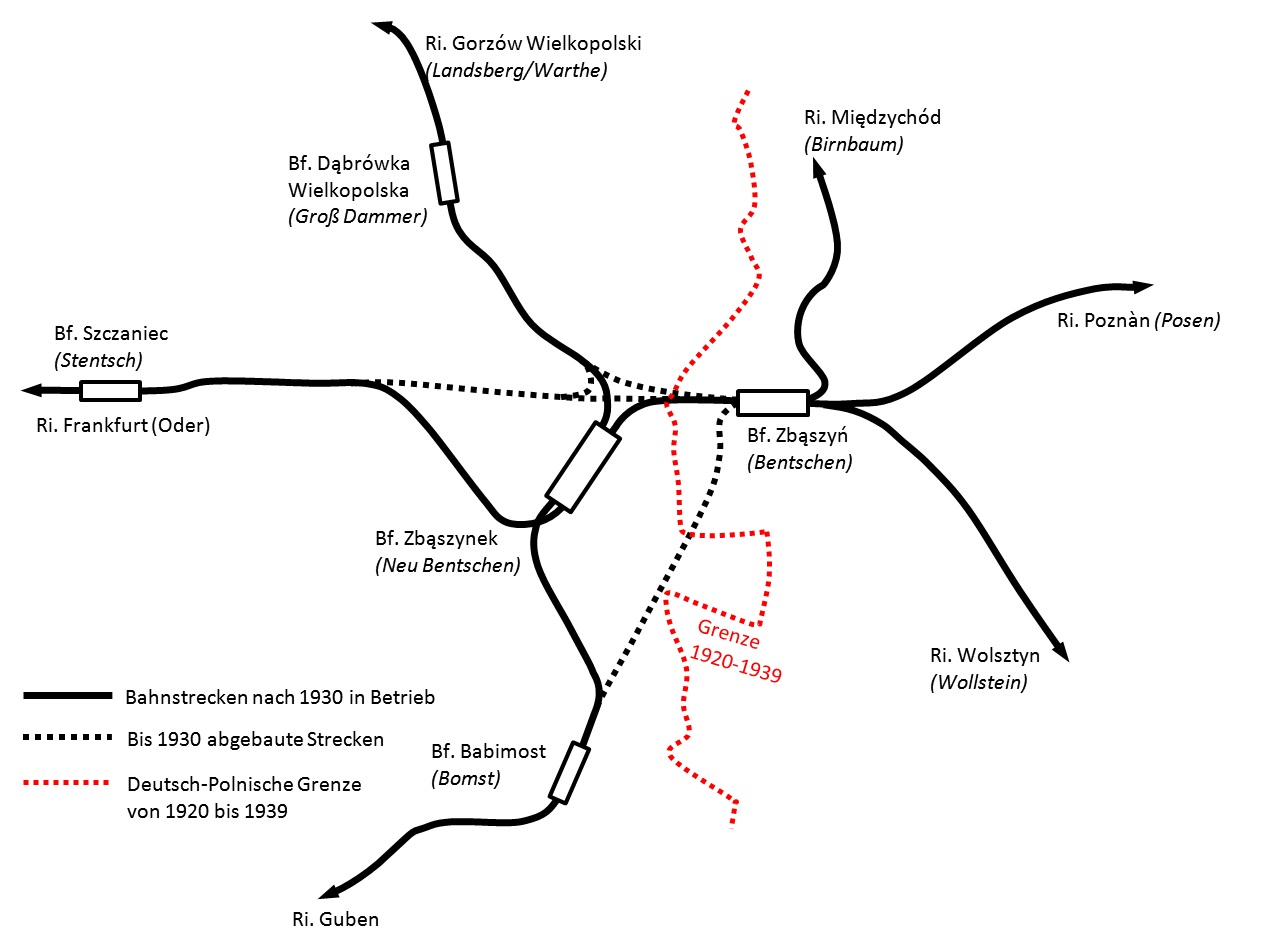
Netzänderungen im Eisenbahnnetz nach Bau des Bahnhofs Neu Bentschen

Am 24. November 1925 nahm die Reichsbahn zunächst den Güter- und Rangierbahnhof in Betrieb, ebenso die neuen Streckenabschnitte. Für den Personenverkehr blieben Stentsch und Bomst vorerst Grenzbahnhöfe. Die direkten Strecken zwischen Bomst bzw. Stentsch und Zbąszyń verloren ihren Verkehr und wurden abgebaut, die Personenzüge passierten seither den noch nicht fertigen Bahnhof Neu Bentschen ohne Halt. Am 14. August 1930 nahm die Reichsbahn schließlich auch den Personenbahnhof in Betrieb, seither wurden die gesamten Grenz- und Zollformalitäten auf deutscher Seite in Neu Bentschen abgewickelt. Bomst und Stentsch verloren ihre Funktion als Grenzbahnhöfe.
Neu Bentschen entwickelte sich schnell zu einem der wichtigsten Grenzbahnhöfe zu Polen. Der Rangierbahnhof war bald zu klein und wurde durch einen Hilfsablaufberg ergänzt. Er erhielt außerdem eine besondere Rampe zur Fütterung und Tränkung von Gänsen, damals eines der wichtigsten Exportgüter Polens. 1929 fertigte Neu Bentschen 1644 Wagen mit rund 1,5 Mio. Gänsen ab, pro Tag wurden bis zu 30.000 Gänse durch Neu Bentschen transportiert.
In den Blickpunkt der Weltöffentlichkeit kam der Bahnhof 1938. In der von Reinhard Heydrich organisierten sogenannten Polenaktion schob das nationalsozialistische Regime Ende Oktober rund 17000 polnische oder staatenlose Juden, die teilweise bereits seit Jahrzehnten in Deutschland gelebt hatten, teils mit Waffengewalt nach Polen ab. Mehrere tausend Juden wurden durch die Reichsbahn alleine nach Neu Bentschen transportiert, teils in Sonderzügen, teils in Regelzügen. Teilweise wurden sie noch per Zug nach Zbąszyń transportiert, bis die polnische Staatsbahn PKP die Grenze schloss. Daraufhin wurden die weiteren ankommenden Juden in Neu Bentschen aus den Zügen geholt und von der SS gewaltsam zu Fuß über die Grenze getrieben. In Zbąszyń waren schließlich mehrere tausend Menschen eingetroffen, die von den polnischen Behörden behelfsmäßig untergebracht wurden. Die letzten konnten die eingerichteten Lager erst im Sommer 1939 verlassen. Unter den Opfern der Aktion waren auch die Eltern von  Herschel Grynszpan, der daraufhin in Paris den deutschen Botschaftsmitarbeiter Ernst vom Rath erschoss. Propagandaminister Joseph Goebbels nutzte dies als Vorwand für die Novemberpogrome 1938.
Nach dem Überfall auf Polen und der Besetzung Polens durch die Wehrmacht verlor der Bahnhof seine Funktion als Grenzbahnhof. Beamte der Gestapo kontrollierten dennoch in Neu Bentschen Reisende, die in den neuen Reichsgau Wartheland reisen wollten. Für den Güterverkehr blieb der Bahnhof Neu Bentschen während des Krieges von erheblicher Bedeutung. Aufgrund der im Vergleich mit dem nunmehr ebenfalls der Reichsbahn unterstehenden Bahnhof Bentschen neueren Anlagen blieb die Knotenpunktfunktion erhalten, die bis 1930 abgebauten Strecken wurden nicht wieder aufgebaut.

### Nach 1945
Mit dem Vormarsch der Roten Armee und dem Ende des Krieges kam der Bahnhof Neu Bentschen nach einigen Monaten unter sowjetischer Verwaltung zu Polen. Während dieser Zeit war ein Gleis der Strecke zwischen Warschau und Berlin vorübergehend auf russische Breitspur umgespurt worden, um Stalins Sonderzug zur Potsdamer Konferenz fahren zu können. Die Anlagen des modernen Bahnhofs, der zunächst als Nowy Zbąszyń bezeichnet wurde, bis er 1947 den heutigen Namen erhielt, übernahm die polnische Staatsbahn PKP. Im Netz der PKP blieb der Bahnhof Zbąszynek ein wichtiger Knotenpunkt sowohl für den Güter- wie den Personenverkehr. Er blieb auch Zwischenstation für die meisten internationalen Schnellzüge zwischen Berlin und Warschau. Da die neuen Grenzbahnhöfe Rzepin und Kunowice nicht für die Anforderungen des Grenzverkehrs ausreichten, nutzte die PKP den Bahnhof Zbąszynek als Vorbahnhof für Güterzüge. Unter Regie der PKP wurde der Bahnhof zudem weiter ausgebaut, es entstand unter anderem eine neue Einfahrtgruppe am westlichen Bahnhofskopf.
Die PKP elektrifizierte ab Ende der 1970er Jahre schrittweise die Strecke zwischen Poznań und der Grenze bei Frankfurt. 1983 erhielt auch der Bahnhof Zbąszynek den Fahrdraht. 1986 folgte der Abschnitt bis Czerwieńsk der Strecke nach Guben. Bis Anfang der 1990er Jahre setzte die PKP von Zbąszynek aus noch Dampflokomotiven ein.
Seit ihrer Einführung im Frühjahr 2002 halten auch die meisten Zugpaare des Berlin-Warszawa-Express in Zbąszynek. Vorübergehend einen Teil seiner Bedeutung im Personenverkehr verlor der Bahnhof mit der Einstellung der Strecke nach Gorzów Wielkopolski am 1. Oktober 2002. Der Verkehr wurde ein Jahr später wieder aufgenommen und die Bahnstrecke seither modernisiert. Auch das Empfangsgebäude des Bahnhofs wurde in den letzten Jahren saniert. Der Bahnhof Zbąszynek dient vor allem im Personenverkehr als wichtiger Knotenpunkt mit direkten Verbindungen nach Berlin und Warschau.

## Anlagen und Bauwerke

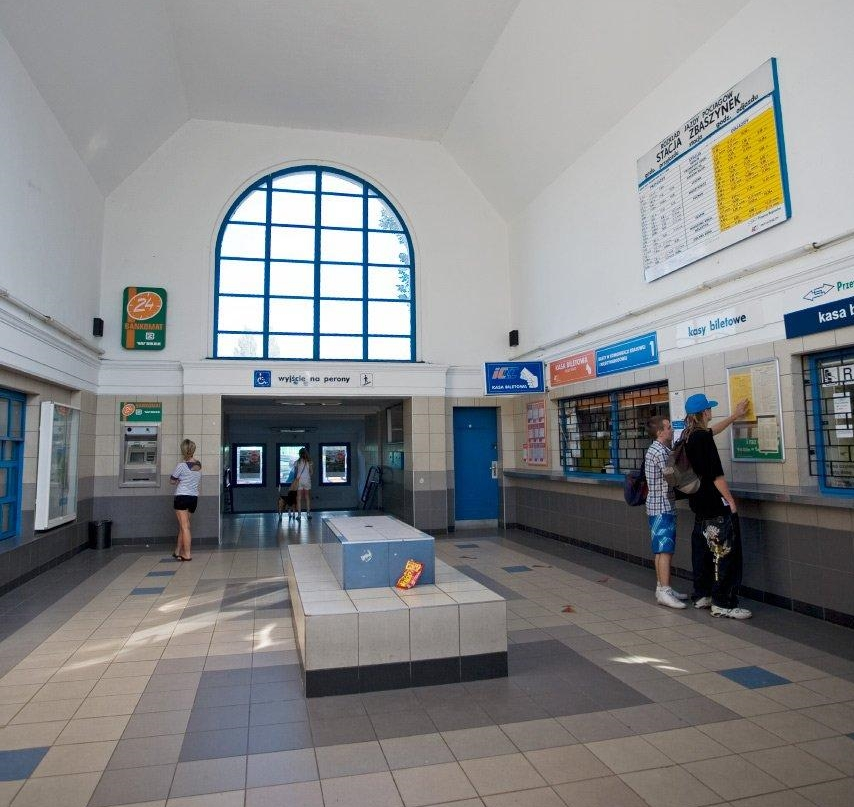
Das Innere der Schalterhalle

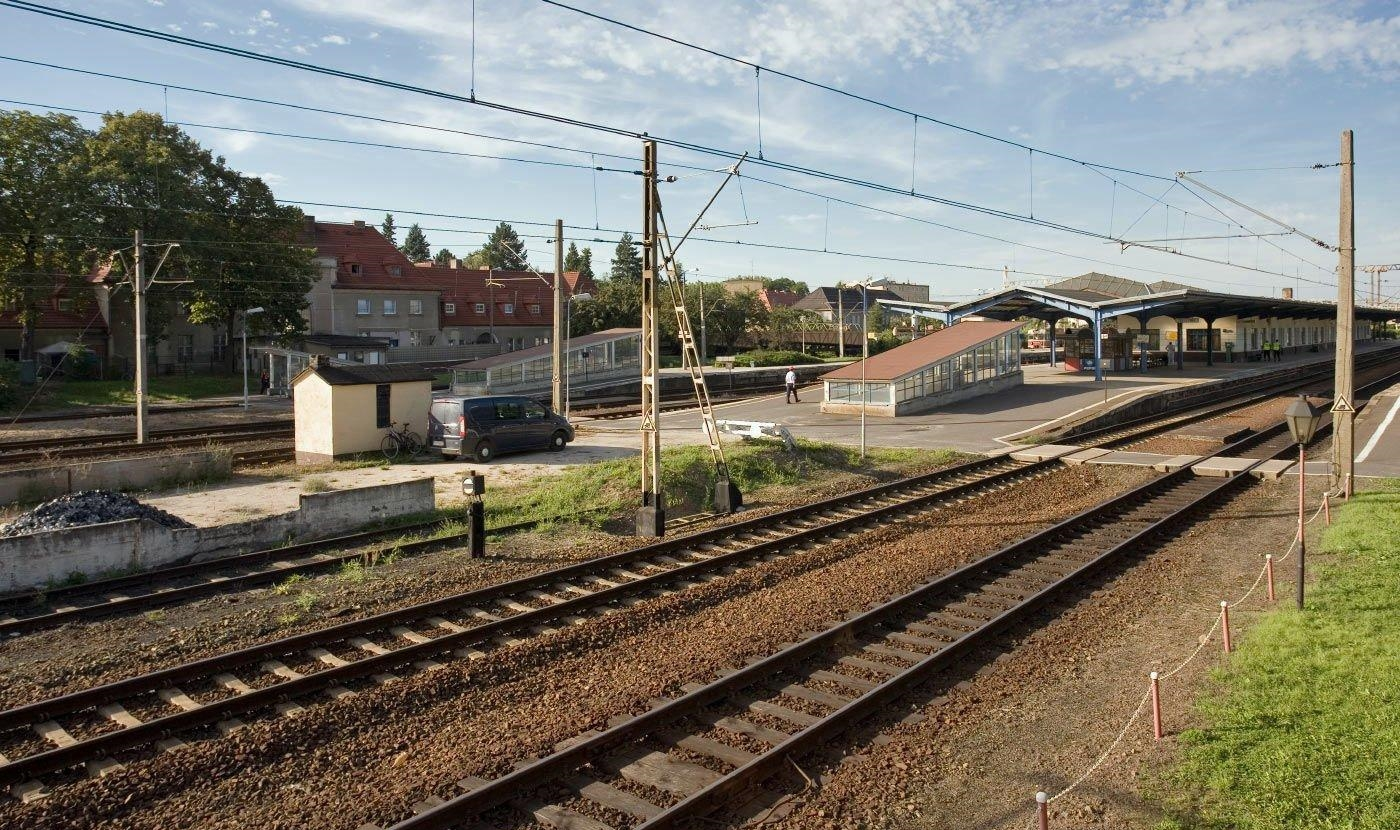
Blick auf den breiten Mittelbahnsteig mit den früher für die Grenzabfertigung genutzten Bauten

Verantwortlicher Architekt für alle Bauten von Neu Bentschen war der damalige Hochbaudezernent der Rbd Osten, der Reichsbahnoberrat Wilhelm Beringer, der auch das Empfangsgebäude des Bahnhofs Frankfurt (Oder) entworfen hatte. Auch der Plan und die Bauten der Eisenbahnersiedlung wurde bei der Reichsbahn entworfen, neben den Wohnhäusern unter anderem mehrere Läden, die Schule und zwei Kirchen. Neben der Siedlung und dem Personenbahnhof entstanden außerdem ein Güter- und Rangierbahnhof sowie ein Bahnbetriebswerk und eine Bahnmeisterei.

### Empfangsgebäude und Personenbahnhof
Das Empfangsgebäude ist wie die gesamte Eisenbahnersiedlung im Heimatstil der 1920er Jahre gehalten, besitzt aber auch Merkmale des Expressionismus. Gemeinsam mit dem im gleichen Stil gehaltenen Postamt und einem Wohnhaus umrahmt das Empfangsgebäude den Bahnhofsplatz, mit beiden Nachbarbauten ist es auch baulich verbunden. Innen sah Beringer im Erdgeschoss beiderseits der Schalterhalle neben Fahrkartenausgabe und Gepäckschalter zwei Wartesäle mit Bahnhofswirtschaft vor. Das Empfangsgebäude erhielt keinen Hausbahnsteig, der Zugang zu allen Bahnsteigen erfolgt durch eine Unterführung.
Die Reichsbahn legte zwei Inselbahnsteige mit vier Gleisen an. Am schmaleren, 200 Meter langen Inlandsbahnsteig verkehrten die Züge von und nach Landsberg und Guben. Für den Grenzverkehr erhielt der zweite Bahnsteig eine Länge von 300 Metern und eine Breite von 18 Metern. Auf dem Bahnsteig errichtete die Reichsbahn ein 94 Meter langes und 9 Meter breites, heute noch vorhandenes Zollrevisionsgebäude. In den ersten Jahren mussten mit Ausnahme des Nord-Express alle Reisenden dieses Gebäude passieren, bevor die Kontrolle Anfang der 1930er Jahre in den Zug verlegt wurde. Seit 1945 dient das Zollgebäude als Wartehalle. Die PKP legte zudem einen weiteren Inselbahnsteig südlich des ehemaligen Grenzbahnsteigs an.

### Güter- und Rangierbahnhof

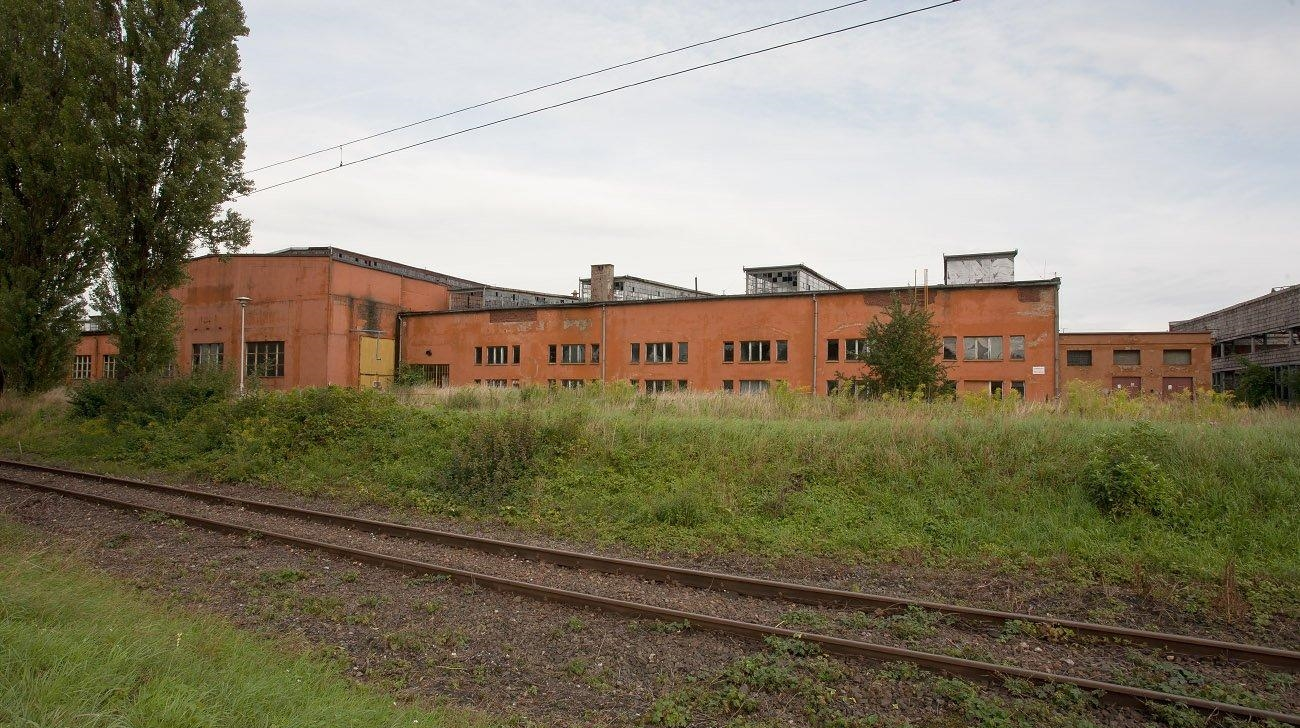
Die Lokomotivhalle des Bahnbetriebswerks

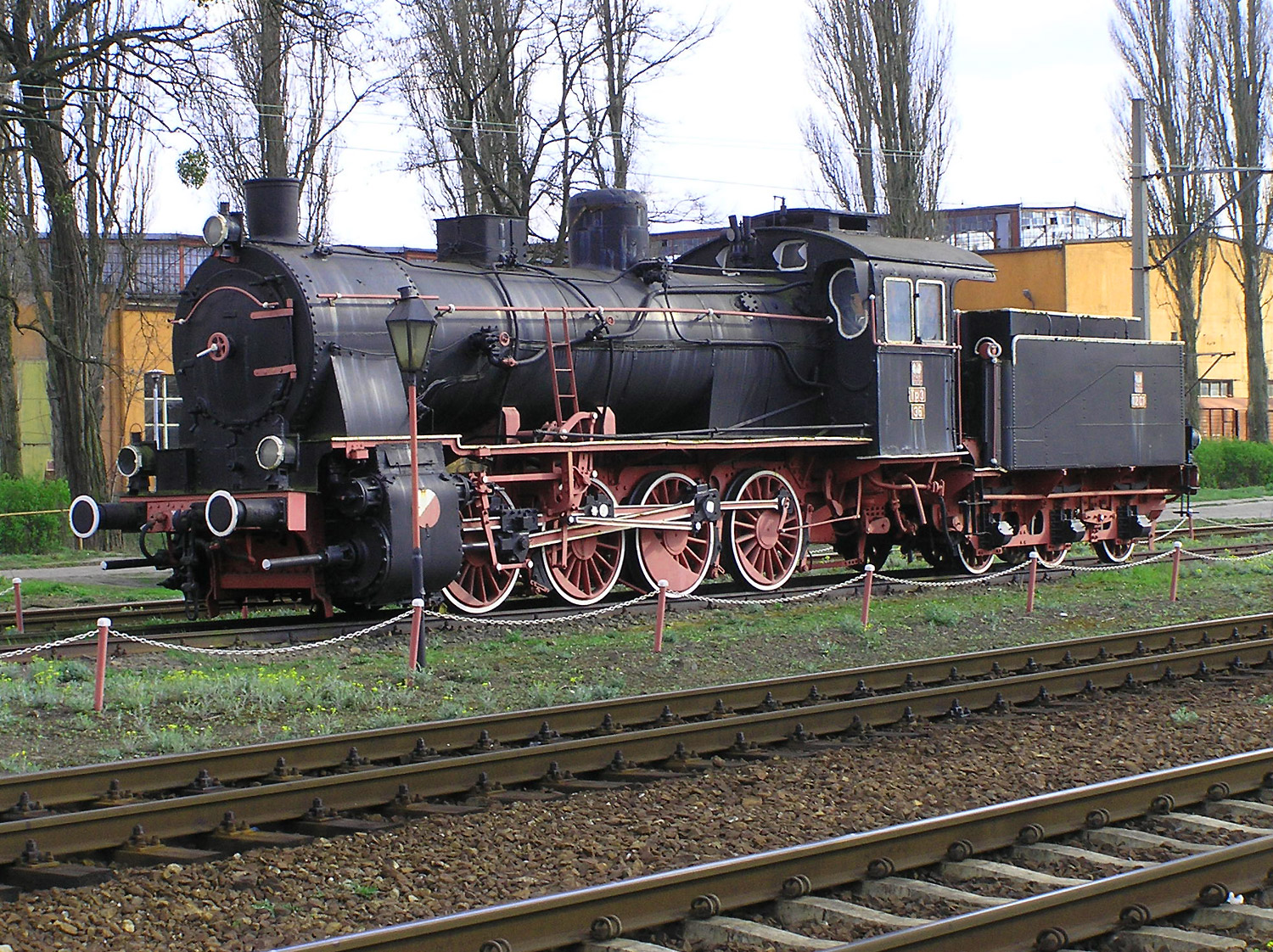
Polnische Tp-3 (ehemals Preußische G 8) als Denkmalslokomotive in Zbąszynek

Zu den ersten neuen Gebäuden gehörte die bereits 1923 errichtete Güterabfertigung. Der Rangierbahnhof wurde 1925 eröffnet und diente sowohl dem Grenzverkehr von und nach Polen als auch dem regionalen Nord-Süd-Verkehr zwischen Pommern und dem mitteldeutschen Raum. Um 1930 passierten täglich bis zu 1200 Wagen den Bahnhof, davon etwa 300 von und 50 nach Polen. Importgüter waren vor allem Holz und landwirtschaftliche Produkte, exportiert wurden über Neu Bentschen Düngemittel, Maschinen und Ersatzteile. Neben der Gänserampe erhielt der Güterbahnhof Zoll- und Güterschuppen sowie eine Viehrampe mitsamt Wagenreinigung.
Die PKP baute den Rangierbahnhof weiter durch eine neue Einfahrgruppe aus. Sie errichtete zudem weitere Überführungsbauwerke für eine kreuzungsfreie Einfädelung der verschiedenen Strecken. Der Einbruch des Güterverkehrs nach 1990 sorgte dafür, dass die PKP nur noch einen Teil der Gleise des Rangierbahnhofs benutzt.

### Bahnbetriebswerk
Zur Versorgung der eingesetzten Dampflokomotiven erbaute die Reichsbahn ein Bahnbetriebswerk (Bw) in Neu Bentschen. Markantestes Bauwerk ist der 40 Meter hohe massive Wasserturm. Er diente nicht nur der Speisewasserversorgung des Betriebswerks, sondern auch der Eisenbahnersiedlung. Neben Bekohlungsanlage und Drehscheibe erhielt das Bw Neu Bentschen einen Rechtecklokschuppen mit 12 Gleisen und 24 Ständen, die über eine Schiebebühne erreichbar sind. Nach 1945 erweiterte die PKP die Anlagen um Hallen für die Wagenreparatur. Die PKP legte inzwischen die meisten Einrichtungen des Betriebswerks still.

## Verkehrsangebot

### Bis 1939
Die Bahnstrecke von Berlin nach Posen war bereits vor dem Ersten Weltkrieg eine wichtige Ost-West-Magistrale gewesen, über die unter anderem der Warschauer Flügelzug des Nord-Express fuhr. Mit dem Bau der Neubaustrecke von Kutno nach Strzałkowo, einer der ersten Neubaustrecken der PKP, wurde die Verbindung von Berlin nach Warschau nochmals deutlich verkürzt. Die Strecke war daher eine der wichtigsten Verbindungen zwischen Deutschland und Polen, entsprechend bedeutsam war der Bahnhof Neu Bentschen. Im Sommerfahrplan 1934 passierten neben drei Personenzugpaaren vier Schnellzugpaare bei Neu Bentschen die Grenze:
- L 11/12 „Nord-Express“ Paris – Berlin – Warschau (dreimal pro Woche, nur Schlaf- und Speisewagen, Luxuszug der CIWL)
- D 23/24 Paris – Berlin – Łódź – Warschau – Niegoreloje/Stołpce (Grenzbahnhöfe zwischen Polen und der UdSSR)
- D 55/56 Berlin – Toruń – Insterburg (mit privilegiertem Durchgangsverkehr nach Ostpreußen)
- D 123/124 Berlin – Warschau

Bei allen Zügen fand in Neu Bentschen Pass- und Zollkontrolle sowie Lokwechsel statt. Zwischen Neu Bentschen und Frankfurt (Oder) verkehrten außer den Fernzügen fünf Personenzugpaare sowie weitere zwischen Neu Bentschen und der Kreisstadt Schwiebus. In Richtung Guben verließen den Bahnhof Neu Bentschen im Sommer 1934 neben einem Eilzug vier Personenzüge, ein weiterer fuhr nur bis Züllichau. Auf der Strecke in Richtung Meseritz – Landsberg verkehrten sieben Personenzugpaare. Dieses Angebot blieb bis Kriegsausbruch 1939 weitgehend konstant, allerdings verlor Neu Bentschen mit der Konzentration des Ostpreußenverkehrs auf die Ostbahn über Schneidemühl und Chojnice seine Verbindung nach Insterburg, der D 55/56 verkehrte ab Sommer 1936 nach Warschau. Lediglich die Zahl der Personenzüge nach Guben wurde auf sieben erhöht. Ab 1938 fuhr zudem der Nord-Express täglich bis Warschau und dreimal pro Woche weiter bis zur sowjetischen Grenze bei Niegoreloje/Stołpce.

### 1939 bis 1945
Mit der Okkupation Polens verlor Neu Bentschen die Funktion als Grenzbahnhof. Die Reichsbahn baute zunächst das Zugangebot in die besetzten Gebiete aus, die bislang in Bentschen endenden Züge der Strecken nach Lissa und Birnbaum wurden bis Neu Bentschen verlängert. Reisende in den neuen Reichsgau Wartheland wurden in Neu Bentschen dennoch weiterhin kontrolliert, weswegen die Zughalte weiterhin meist 10 Minuten und länger dauerten. Die Lokwechsel entfielen in der Regel. Im Winterfahrplan 1940/41 verzeichnete das Reichskursbuch folgende Fernzüge auf der nunmehrigen Kursbuchstrecke 130 zwischen Frankfurt und Posen mit Halt in Neu Bentschen:
- DmW 17/18 (Schnellzug mit Wehrmachtsteil) Wiesbaden – Berlin – Posen
- DmW 23/24 Berlin – Warschau – Zaremba/Malkinia (Übergang zum sowjetisch besetzten Teil Polens, Anschluss von/nach Moskau)
- D 51/52 Berlin – Posen – Insterburg
- D 53/54 Berlin – Posen – Insterburg
- E 55/56 Berlin – Posen – Bromberg
- D 61/62 Berlin – Posen – Ostrowo – Litzmannstadt
- SF 79/179 (Schnellzug für Fronturlauber) Hamm – Halle (Saale) – Guben – Allenstein
- D 123/124 Berlin – Warschau
- D 153/154 Berlin – Warschau (mit Flügelzug D 353/354 Leipzig – Neu Bentschen)

Das Angebot wurde in den Folgejahren entsprechend der sich verschlechternden militärischen Lage des Deutschen Reichs wieder ausgedünnt, bis der Schnellzugverkehr gegen Kriegsende völlig eingestellt wurde.

### Nach 1945

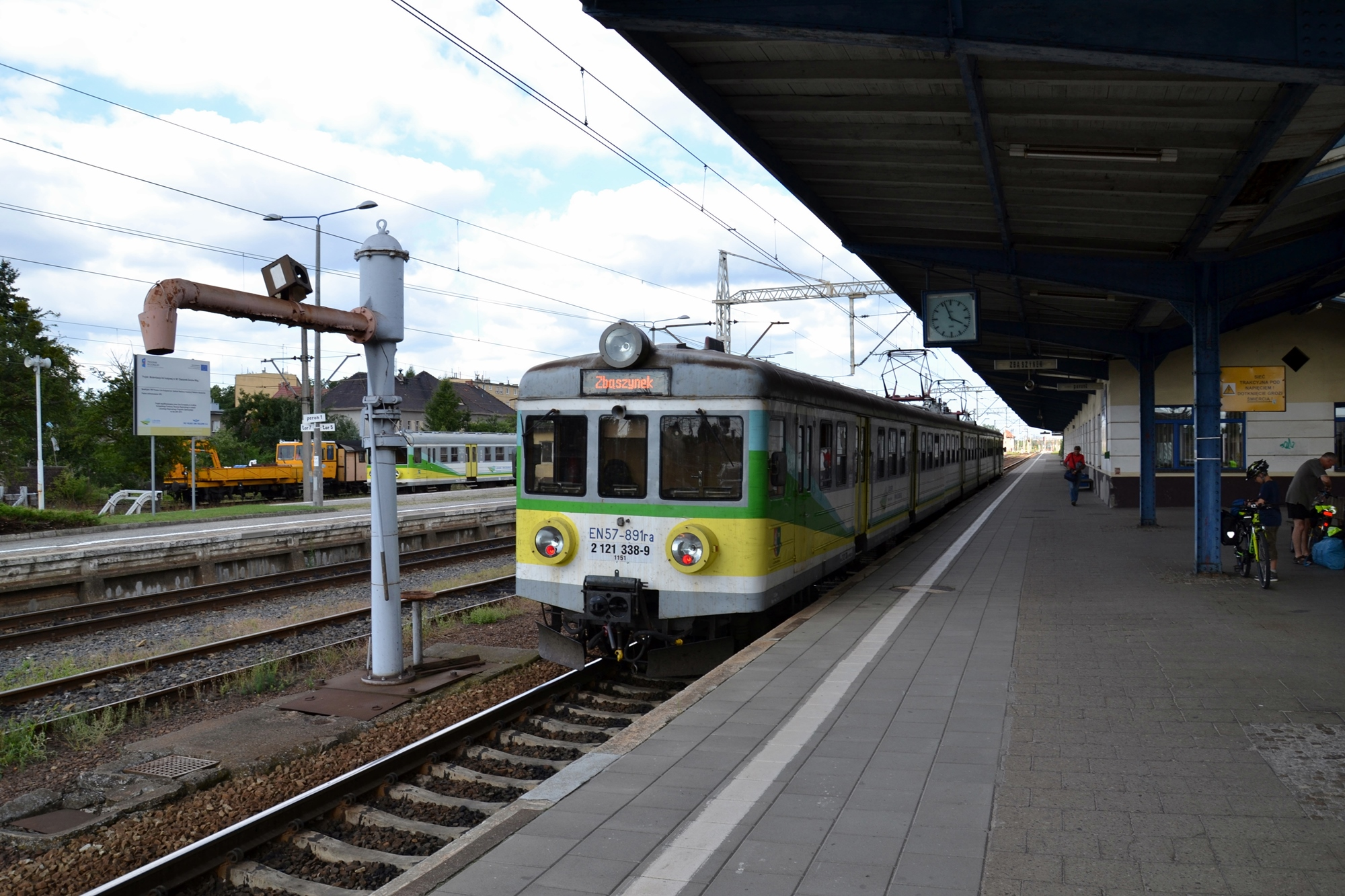
Triebwagen der PKP-Baureihe EN57 als Regionalzug am ehemaligen Grenzbahnsteig in Zbąszynek

Die PKP baute schrittweise ihr Zugangebot nach dem Krieg wieder aus. 1949 gab es bereits wieder direkte Züge zwischen Berlin und Warschau, die in der Regel auch im nunmehrigen Bahnhof Zbąszynek hielten. Verstärkt Bedeutung gewann die Strecke in Richtung Guben, die für direkte Züge zwischen Warschau und der neuen Woiwodschaftshauptstadt Zielona Góra genutzt wurde. Im Winter 1974/75 hielt von den je nach Tag bis zu acht internationalen Fernzügen zwischen Berlin und Warschau, darunter der Ost-West-Express von Paris nach Moskau, lediglich der Berolina nicht in Neu Bentschen. Der Rückgang des Grenzverkehrs zwischen der DDR und Polen nach 1980 infolge der August-Streiks 1980 in Polen und des Entstehens der Gewerkschaft Solidarność traf die Strecke über Zbąszynek kaum, da die hier haltenden Züge auch dem internationalen Ost-West-Verkehr dienten. 1988 hielten bis zu zehn internationale Zugpaare pro Tag in Zbąszynek.
Die Wende in Polen wie auch die Wende und friedliche Revolution in der DDR hatten einen erheblichen Bedeutungsverlust des Eisenbahnverkehrs zur Folge. Die Reisezeiten waren gegenüber der Straße nicht mehr konkurrenzfähig. Zwar wurden bald neue Eurocity-Züge zwischen Berlin und Warschau eingeführt, diese hielten jedoch nicht mehr in Zbąszynek. Die Fernzüge von Berlin in die Sowjetunion bzw. die GUS-Nachfolgestaaten wurden schrittweise eingestellt. Die verbliebenen Eurocity-Züge waren gegenüber dem privaten Pkw und den preiswerteren Fernbussen nicht konkurrenzfähig. Mit der 2002 erfolgten Einführung des in Zbąszynek haltenden und tariflich günstigeren Berlin-Warszawa-Express sowie der schrittweisen Modernisierung der Bahnstrecke konnten die beteiligten Bahnen DB AG und PKP in den letzten Jahren wieder etwas Boden gut machen.
Im Fahrplanjahr 2013 hielten neben den vier Zugpaaren des Berlin-Warszawa-Express weitere vier Schnellzugpaare von bzw. nach Zielona Góra in Zbąszynek. Drei dieser Zugpaare verkehren im Jahre 2015 nach Warschau, eines an die Ostseeküste nach Gdynia. Im Nahverkehr verkehrten fünf werktägliche Zugpaare auf der Strecke nach Gorzów Wlkp. Weitere regionale Zugpaare fuhren von Zbąszynek in Richtung Posen und Rzepin. Seit 2012 ist Zbąszynek westlicher Endpunkt des Netzes der Regionalbahngesellschaft Koleje Wielkopolskie. Moderne Triebwagenzüge vom Typ Pesa Elf verkehren im Taktverkehr in Richtung Poznań und in Einzelfällen bis Kutno.